# Lucien Blondeau
Pour les articles homonymes, voir Blondeau.
Lucien Blondeau est un acteur et réalisateur français, né le 10 mars 1884 dans le 17e arrondissement de Paris et mort le 11 août 1965 dans la même ville, au sein de l'Hôtel-Dieu dans le 4e arrondissement.

## Biographie

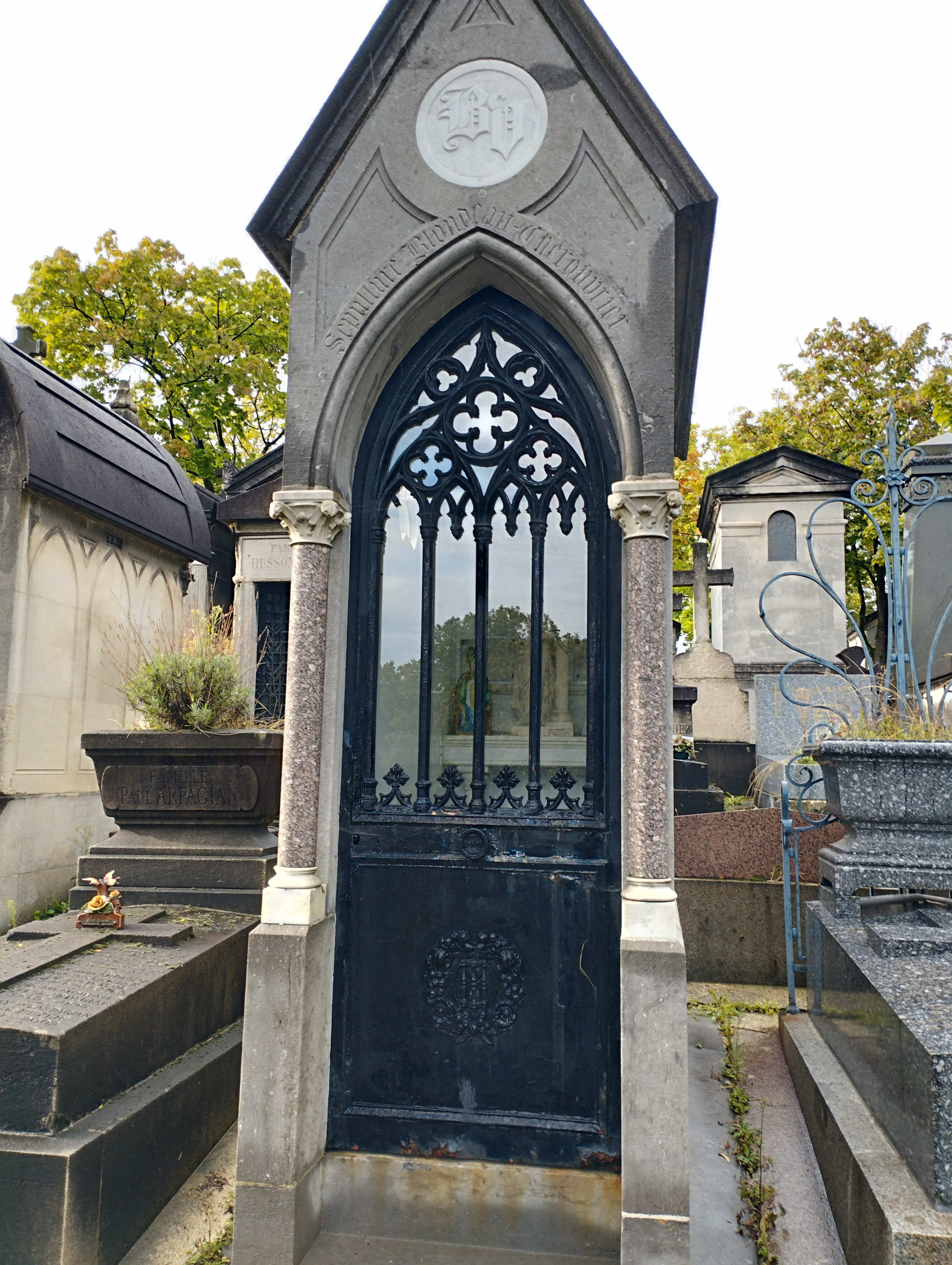
Tombe de Lucien Blondeau au cimetière du Père-Lachaise (division 96).

Il est inhumé au cimetière du Père-Lachaise (96e division, tombe 5 depuis la division 95, et 18 depuis la division 97).

## Filmographie

### Cinéma
- 1910 : Les Deux Jésus de Georges Denola
- 1910 : Péché de jeunesse (Le Roman d'un jour) de Albert Capellani
- 1910 : Un drame villageois de Georges Monca
- 1910 : La Grève des forgerons de Georges Monca
- 1910 : Le Clown et le Pacha neurasthénique (ou Le Pacha neurasthénique) de Georges Monca
- 1933 : Les Misérables de Raymond Bernard - Tourné en trois époques -  Le préfet de police
- 1934 : Un de la montagne / La Majesté blanche de Serge de Poligny, René Le Hénaff - Le procureur
- 1934 : Cartouche de Jacques Daroy - Saint-Serge
- 1935 : Paris mes amours de Lucien Blondeau (Alphonse-Lucien Blondeau) - M. Martin
- 1937 : Marthe Richard, au service de la France de Raymond Bernard - Le chef du deuxième bureau allemand
- 1942 : L'assassin habite au 21 d'Henri-Georges Clouzot - Edouard, le préfet de police
- 1942 : Marie Martine d'Albert Valentin
- 1943 : Premier de cordée de Louis Daquin - Jean Servettaz
- 1943 : L'École de Barbizon de Marco de Gastyne - court métrage - Le père Ganne -l'aubergiste
- 1945 : La Fille aux yeux gris de Jean Faurez - Le docteur Renard
- 1946 : Fils de France de Pierre Blondy - Le colonel
- 1946 : La Revanche de Roger la Honte d'André Cayatte
- 1947 : Si jeunesse savait d'André Cerf - l'antiquaire
- 1948 : Cartouche, roi de Paris de Guillaume Radot - Le majordome
- 1948 : Scandale aux Champs-Élysées de Roger Blanc
- 1950 : L'Extravagante Théodora d'Henri Lepage
- 1950 : Le Bagnard de Willy Rozier - Le docteur Vicente
- 1952 : Le Rideau rouge / Ce soir on joue Macbeth d'André Barsacq
- 1952 : Violettes impériales de Richard Pottier - Le grand chambellan
- 1952 : Jour de peine, moyen métrage de Victor Vicas - Étienne
- 1953 : L'Étrange Amazone, de Jean Vallée - Dr. Thibault
- 1954 : Le Comte de Monte-Cristo de Robert Vernay - Film tourné en deux époques - Dantès père
- 1954 : Frou-Frou d'Augusto Genina - Joseph, le domestique de Sabatier
- 1957 : Le Gorille vous salue bien de Bernard Borderie
- 1957 : Le Septième Ciel de Raymond Bernard
- 1959 : La Valse du Gorille de Bernard Borderie
- 1961 : Une grosse tête de Claude de Givray - Le vieux

### Télévision

#### Téléfilm
- 1954 : Ce qu'a vu le vent d'est de Marcel L'Herbier - Le commissaire

#### Séries télévisées
- 1957 :  Énigmes de l'histoire - 3 téléfilms :
  - épisode 10 : Un nommé Charles Naundorf de Stellio Lorenzi
  - épisode 8 : L'inconnue de Berlin de Stellio Lorenzi
  - épisode 7 : L'énigme de Marie-Stella de Stellio Lorenzi
- 1958 : En votre âme et conscience - 1 téléfilm :
  - épisode 29 : L'affaire Villemomble de Claude Barma

#### Émissions
- 1952 : Sous les yeux de verre de Gilles Margaritis, émission policière

## Doublage

### Cinéma

#### Films
- 1937 : Scipion l'Africain : Maharbal (Raimondo Van Riel)
- 1939 : La Chevauchée fantastique : Shérif Curly Wilcox (George Bancroft)
- 1940 : Le Juif Süss : la voix de Lévy
- 1946 : Le Criminel : le juge Adam Longstreet (Philip Merivale)
- 1954 : L'Homme au million : Garrett (Ernest Thesiger)
- 1960 : Pollyanna : Mr. Neely (Ian Wolfe)
- 1961 : Ville sans pitié : le docteur Riesmann[Qui ?]

#### Films d'animation
- 1945[4] : Bambi : Maître Hibou
- 1952[5] : La Rose de Bagdad : Tonko

## Théâtre
- 1911 : Les Frères Karamazov de Jacques Copeau et Jean Croué d'après Fiodor Dostoïevski, mise en scène Jacques Copeau et Arsène Durec, Théâtre des Arts
- 1923 : Une main dans l'ombre de Pierre Palau et Jean Velu, Théâtre des Deux Masques
- 1932 : 145, Wall Street de George S. Brooks et Walter B. Lister, Théâtre du Gymnase
- 1948 : L'Extravagante Théodora de Jean de Létraz, mise en scène de l'auteur, Théâtre des Capucines
- 1949 : L'Amant de Bornéo de Roger Ferdinand et José Germain, Théâtre Daunou
- 1951 : Vogue la galère de Marcel Aymé, mise en scène Georges Douking, Théâtre de la Madeleine
- 1953 : Médée de Jean Anouilh, mise en scène André Barsacq, Théâtre de l'Atelier
- 1953 : Zamore de Georges Neveux, mise en scène André Barsacq, Théâtre de l'Atelier